# Nordvikbocht
De Nordvikbocht (Russisch: Нордвик бухта; Nordvik boechta) is een bocht in het zuidwestelijke deel van de Laptevzee. De bocht ligt net ten oosten van het schiereiland Tajmyr op de grens van kraj Krasnojarsk en Jakoetië en ligt ingeklemd tussen het schiereiland Chara-Toemoes aan de monding van de Chatanga aan de linkerzijde en het schiereiland Nordvik aan de oostzijde. Ten noorden van de bocht ligt het eiland Bolsjoj Begitsjev. De bocht heeft een lengte van 37 kilometer en een breedte van 39 kilometer en is tot 6 meter diep. Het grootste deel van het jaar is de bocht bedekt met ijs.

## Nordvikstroj
De bocht ligt in het midden van de Noordoostelijke Doorvaart en werd in de jaren 30 tot de jaren 50 ontwikkeld vanwege de hoge verwachtingen die men er had van de zout-, aardolie- en steenkoolvoorraden. Hiervoor werden nog voor de Tweede Wereldoorlog door goelagdwangarbeiders nederzettingen gebouwd rond de bocht en een spoorlijn van 70 kilometer aangelegd. Ook kwamen vele vrijwilligers van de Komsomol naar het gebied. Het gebied werd aangeduid als de Nordvikstroj. In de Tweede Wereldoorlog was het onderdeel van de Lend for Leaseovereenkomst tussen de Sovjet-Unie en de Verenigde Staten. De enorme investeringen in de ontwikkeling en onderzoek in het gebied mochten echter niet baten, daar de prospectussen over rijke voorraden niet uit bleken te komen.
In 1948 werd de verdere ontwikkeling van de Nordvikstroj als onrendabel beschouwd en werd het bestuur overgedragen aan het mijnbouw-metallurgische combinaat van Norilsk voor het organiseren van een gevangenenkamp daar, maar Norilsk weigerde dit. Het gebied werd verlaten en raakte in verval. Mogelijk werden de kampen later vernietigd om elk spoor van het goelagsysteem uit te wissen. In de jaren 90 werd een expeditie ondernomen naar het gebied en werden de drie nederzettingen van Nordvik (nu Nordvik-Oegolnaja) bezocht en het archief meegenomen voor een mogelijk toekomstig museum voor onderdrukking.